# Пеґґі Надрамія
Пеґґі Надрамія (англ. Peggy Nadramia), справжнє ім'я Марґарет Надрамія (англ. Margaret Nadramia) — американська журналістка й редакторка, адміністраторка і верховна жриця Церкви Сатани, в якій вона відома під іменем Маґа Надрамія (англ. Maga Nadramia), дружина глави церкви Пітера Ґілмора.

## Твори
- «Наркополіс та інші вірші за редакцією Пеґґі Надрамії» — Narcopolis & Other Poems edited by Peggy Nadramia (Hell's Kitchen Productions, ISBN 0-9623286-1-8, листопад 1989); антологія макабричної поезії з ілюстраціями кількох художників.

Вона також була редакторкою журналу фантастики жахів та суміжних тем «Grue» у 1985-1999 роках.